# Дудкіна Ксенія Павлівна
Ксенія Павлівна Дудкіна  (рос. Ксения Павловна Дудкина, 25 лютого 1995) — російська гімнастка, олімпійська чемпіонка.

## Виступи на Олімпіадах
| Олімпіада   | Дисципліна | Місце |
| ----------- | ---------- | ----- |
| Лондон 2012 | групові    | 1     |